# 短臂鰭指䱵
短臂鰭指䱵（學名：Chirodactylus brachydactylus）為婢䱵科鰭指䱵屬的物種之一。

## 分布
本魚分佈於大西洋東南部至印度洋西部的非洲南部沿海，包括納米比亞的鯨灣港、南非開普頓周邊至莫桑比克馬普托灣等介於南緯23度到南緯36度的亞熱帶海域，棲息在水深介於0—240（0—787英尺）的礁區。

## 形態
本魚背鰭擁有17至18條硬棘及28至31條軟棘，臀鰭則有3條硬棘及8到10條軟棘。
本魚成魚體長一般在25.0（9.8英寸）左右，有記錄最長達40.0（15.7英寸）。

## 生態
本魚生活在礁區及岩質海底，從海岸線到240（787英尺）深處都有本魚的蹤跡，主要以各種小型無脊椎動物為食。

## 利用
本魚是游釣魚種之一，在漁業上則有較少量的經濟利用。

## 保護狀態
國際自然保護聯盟瀕危物種紅色名錄目前還未評估本魚的保護狀態。
- 本魚頭部特寫
- 本魚側面
- 礁區是本魚的棲息地
- 本魚的側身有沿側線排成一列的白色斑塊
- 本魚的亞成體及兩尾布氏切齿鲷